# Mikroregion Barra de São Francisco

Mikroregion Barra de São Francisco

Mikroregion Barra de São Francisco – mikroregion w brazylijskim stanie Espírito Santo należący do mezoregionu Noroeste Espírito-Santense. Ma powierzchnię 4.039,8 km²

## Gminy
- Água Doce do Norte
- Barra de São Francisco
- Ecoporanga
- Mantenópolis